# لا رینکونادا
لا رینکونادا (به اسپانیایی: La Rinconada) یک منطقهٔ مسکونی در اسپانیا است که در سبیا واقع شده‌است. لا رینکونادا ۱۴۰ کیلومتر مربع مساحت دارد ۱۳ متر بالاتر از سطح دریا واقع شده‌است.